# Journal of Allergy and Clinical Immunology
Das Journal of Allergy and Clinical Immunology, abgekürzt J. Allergy Clin. Immunol., ist eine wissenschaftliche Fachzeitschrift, die vom Mosby-Elsevier-Verlag veröffentlicht wird. Sie erscheint monatlich. Es werden Arbeiten aus den Bereichen der Allergie und Immunologie veröffentlicht.
Der Impact Factor lag im Jahr 2014 bei 11,48. Nach der Statistik des ISI Web of Knowledge wird das Journal mit diesem Impact Factor in der Kategorie Allergie an erster Stelle von 24 Zeitschriften und in der Kategorie Immunologie an sechster Stelle von 148 Zeitschriften geführt.